# Deserto di fuoco (film 1970)
Deserto di fuoco è un film del 1970 diretto da Renzo Merusi.

## Trama
Un capo bandito del deserto ruba una jeep e porta via un sacco di soldi americani. Tuttavia, non ha molte possibilità di goderselo, perché lui e i suoi uomini vengono presto attaccati da un "fantasma", che uccide tutti i suoi uomini e le sue stesse armi scompaiono misteriosamente. Quando una bellissima giovane donna si presenta per vedere se ha ancora i soldi, il fantasma la violenta. Un altro uomo si presenta e i tre decidono di andare nel deserto per trovare il "tesoro" e finiscono per trovare qualcosa che non si aspettavano.